# Anievas
Anievas is een gemeente in de Spaanse provincie en regio Cantabrië met een oppervlakte van 20,90 km². Anievas telt 314 inwoners (1 januari 2016).

## Demografische ontwikkeling
Bron: INE, 1857-2011: volkstellingen